# Silene pharnaceifolia
Silene pharnaceifolia är en nejlikväxtart som beskrevs av Edward Fenzl. Silene pharnaceifolia ingår i släktet glimmar, och familjen nejlikväxter. Inga underarter finns listade i Catalogue of Life.